# Dan Sperber
Dan Sperber (ur. w 1942 w Paryżu) – francuski antropolog kulturowy, jeden z reprezentantów, tzw. drugiej fali antropologii kognitywnej, filozof, profesor w Centre National de la Recherche Scientifique (CNRS). Zasłynął jako krytyk francuskiego strukturalizmu oraz podejść symbolicznych w antropologii kulturowej. Jego najbardziej znane prace dotyczą antropologii kognitywnej, pragmatyki językowej, psychologii rozumowania oraz filozofii nauk społecznych. Utworzył koncepcję epidemiologii reprezentacji, teorię relewancji oraz teorię rozumienia.

## Życiorys
Dan Sperber jest synem Manèsa Sperbera. Studiował antropologię kulturową na uniwersytetach w Sorbonie i Oksfordzie. Jego wczesne badania dotyczyły antropologii religii, później przerzucił się na antropologię strukturalną. Studiując na Oksfordzie uczęszczał na seminaria Claude’a Lévi-Straussa. Choć w późniejszym okresie odszedł od strukturalizmu, bronił dziedzictwa Lévi-Straussa jako torującego drogę dla naturalistycznych nauk społecznych oraz antropologii kognitywnej. 
Sperber opowiadał się za analizowaniem procesów poznawczych pod kątem psychologii. Podkreślał, że uwzględnianie umysłu w badaniach nad kulturą jest konieczne, ponieważ dzięki niemu kultura w ogóle jest możliwa. Jego rola jest niebagatelna zarówno dla właściwej charakterystyki kultury, jak i dla samego wyjaśnienia fenomenów kulturowych. Kultura jest bowiem kształtowana przez mikroprocesy, z których duża część rozgrywa się wyłącznie w umyśle. Dzięki naukom kognitywnym można poznać te procesy i przeprowadzić właściwe badania kulturowe. 
Sperber prowadził również badania terenowe pośród etiopskich Dorzé. 

## Pragmatyka
Komunikacja ludzka jest połączeniem kodowania i inferencji: składa się z kodu oraz z przypisywania intencji i znaczenia mówcy. W ujęciu Sperbera pragmatyka polega właśnie na inferencji. Samo dekodowanie komunikatu przez odbiorcę nie wystarczy, gdyż na drodze do pełnej interpretacji mogą stawać dwuznaczności, niedopowiedzenia, metafory, ironia itp. Zadaniem interpretacji pragmatycznej jest „rozwiązanie lingwistycznych nieokreśloności na podstawie informacji kontekstowej”, z kolei teoria pragmatyki tłumaczy, jak do tego dochodzi. W opinii Sperbera interpretacja pragmatyczna jest metapsychologiczna, co oznacza, że tworzenie i ocena hipotez są procesami racjonalnymi, ukierunkowanymi na odczytanie intencji nadawcy na podstawie kontekstu oraz zachowania i przekonań mówcy. Odwołuje się w tym miejscu do centralnych procesów Jerry’ego A. Fodora oraz mentalizacji (tudzież czytania w umyśle), lecz uważa je za niewystarczające w procesie interpretacji pragmatycznej. Inferencja jest możliwa dzięki specjalnemu podmodułowi metakomunikacyjnemu, wywodzącemu się z modułu czytania w umyśle, w którym rozumienie inferencyjne dokonuje się dzięki relewancji. Moduł ten miał się wykształcić na drodze ewolucji.
Inferencja jest uzupełnieniem kodowania i dekodowania, mającym za zadanie ułatwienie procesu komunikacji. Implikatury są poddawane inferencji za pomocą dekodowania językowego, kontekstu oraz ogólnych oczekiwań odbiorcy co do zachowań mówcy.

## Teoria relewancji
Dan Sperber, wraz z Deirdre Wilson, opracował innowacyjne podejście do interpretacji językowej zwane teorią relewancji. W jej myśli procesy poznawcze są przystosowane do maksymalizacji relewancji, to znaczy do znalezienia optymalnego balansu między wysiłkami poznawczymi a efektami kognitywnymi.
Relewancja jest właściwością wypowiedzi. Opiera się na korzyściach poznawczych, jakie przynosi jednostce, oraz na łatwości przetwarzania danych. Każdy komunikat eksponuje swoją relewantność, co oznacza, że mówca usiłuje przekonać adresata, iż wypowiedź jest warta jego uwagi. Sperber określa to mianem komunikatywnej zasady relewancji. Komunikat musi posiadać wystarczające efekty kognitywne, aby prośba o wysiłek  ze strony adresata była uzasadniona. Z kolei zadaniem odbiorcy, który domniema o relewancji informacji, jest interpretacja, jakie efekty chciał osiągnąć mówca - Sperber nazywa to interpretacją zgodną z komunikatywną zasadą relewancji. Stanowi ona podstawę rozumienia. 
Antropolog postrzega komunikację nie jako powielanie w umyśle adresata znaczenia przekazywanego przez nadawcę, lecz jako wprowadzanie przez mówcę intencjonalnych oraz mniej lub bardziej kontrolowanych modyfikacji w mentalnym krajobrazie, czy inaczej środowisku kognitywnym (cognitive environment), odbiorcy. Środowisko kognitywne to zbiór wszystkich faktów, świadomych i nieświadomych, przyjętych przez jednostkę oraz ogół wszystkiego, co może ona postrzegać, zapamiętać czy wywnioskować. W komunikacji chodzi przede wszystkim o relewancję – jest tym większa, im większe są uzyskane podczas przetwarzania informacji efekty kognitywne (cognitive effects) oraz im mniejszy jest włożony w tę czynność wysiłek umysłowy. Efekty kognitywne to rezultaty wprowadzenia do umysłu jednostki nowych informacji, obejmujące: interpretację, zasianie nowych poglądów i przekonań, wzmocnienie lub odrzucenie starych, reorganizację informacji oraz uproszczenie przetwarzania danych. 
Informacje relewantne mają największe predyspozycje do osiągnięcia poziomu kulturowej dystrybucji. Relewancja skłania do zachowywania i przekazywania informacji oraz odnosi się do szerszego kontekstu stabilnych przekonań i oczekiwań. Jednocześnie pozostaje niezależną od miejscowego kontekstu, wobec czego zmieniające się warunki lokalne nie mają na nią wpływu.

## Koncepcje antropologiczne Sperbera
Reprezentacje dzieli on na publiczne (intencjonalnie tworzone komunikaty podzielane intersubiektywnie) oraz mentalne (znajdujące się wyłącznie w umyśle jednostki). Dzięki reprezentacjom mentalnym jednostka może interpretować reprezentacje publiczne, tworzyć je i powielać. Reprezentacje publiczne są trwałe, a ich rozpowszechnianie następuje na drodze angażowania umysłów kolejnych aktorów społecznych poprzez akty interakcji. Kopiowanie reprezentacji odbywa się na zasadzie łańcuchowej: publiczna reprezentacja kopiowana do umysłu jednostki prowadzi do wygenerowania się jej reprezentacji mentalnej, która z kolei przybiera postać reprezentacji publicznej w akcie komunikacyjnym, aby mogła być skopiowana do kolejnego umysłu. Kopiowane w ten sposób są wyłącznie reprezentacje publiczne, podczas gdy reprezentacjami mentalnymi dysponują wyłącznie indywidualne jednostki.
W swoim podejściu odrzuca zarówno redukowanie zjawisk kulturowych do psychiki, jak i ujmowanie ich jako niezależnych od psychiki. Krytykuje podejście memetyczne do kultury, przede wszystkim odmianę wirusową memetyki.  Argumentuje, że w przypadku naśladownictwa uczenie się języka pociąga za sobą naśladowanie form fonologicznych, ale nie znaczeń. Znaczenia nie mogą być replikowane, ponieważ nie zawsze całe znaczenie słowa jest dekodowane. Reprezentacje mentalne, tworzone przez jednostki, nie są tym samym co memy, które mózg miałby tylko przechowywać i przekazywać dalej, ale są efektem działania indywidualnego aktu. W krytyce memetyki skupia się na listach łańcuszkowych, nie odnosząc się do memów-strategii, które jako pewien rodzaj memów proponował Richard Brodie. Daniel Dennett zwraca uwagę, że pomija też słowa jako przykłady kulturowych replikatorów.
Odnosząc się do umysłu jako wytworu ewolucji biologicznej, proponuje dwie kategorie cech, jakie się w nim wykształciły: dyspozycje będące rezultatem doboru naturalnego (np. do poszukiwania słodkich pokarmów) oraz skłonności, które są efektem ubocznym (np. skłonność do spożywania słodyczy).

## Książki
- Le structuralisme en anthropologie (Éditions du Seuil, 1973)
- Rethinking Symbolism (Cambridge University Press, 1975)
- On Anthropological Knowledge. Three Essays (Cambridge University Press, 1985)
- (z Deirdre Wilson) Relevance. Communication and Cognition (Blackwell, 1986)
- (z David Premack & Ann James Premack, red.) Causal cognition: A multidisciplinary debate. (Oxford University Press, 1995)
- Explaining Culture: A Naturalistic Approach (Blackwell, 1996)
- (Red.) Metarepresentations: A mutidisciplinary perspective (Oxford University Press, 2000)
- (z Ira Noveck, red.) Experimental pragmatics (Palgrave, 2004)
- (z Deirdre Wilson) Relevance and Meaning (Cambridge University Press, 2012)

## Publikacje po polsku
- Symbolizm na nowo przemyślany, Nomos, Kraków 2008
- Ukryte znaczenia, Tł. Wiktoria Krzemień, [w:] Michał Głowiński (red.), Symbole i symbolika, Czytelnik, Warszawa 1990
- Jak ludzie się porozumiewają?, tłum. T. Bigaj, w: J. Brockman, K. Matson (red.), Jak to jest? Naukowy przewodnik po wszechświecie, Wydawnictwo CIS, Warszawa 1997, 215–222
- (z Deirdre Wilson) Pragmatyka, modularność i czytanie w umyśle, [w:] Andrzej Klawiter (red.), Formy aktywności umysłu: Ujęcia kognitywistyczne, t. 2: Ewolucja i złożone struktury poznawcze, Wydawnictwo Naukowe PWN, Warszawa 2009
- (z Deirdre Wilson) Relewancja. Komunikacja i poznanie, Tertium, Kraków 2011